# Never a Time
Never a Time è un singolo del gruppo musicale britannico Genesis, pubblicato l'11 novembre 1992 come estratto dal quattordicesimo album in studio We Can't Dance.

## Classifiche
| Classifica (1992/93)             | Posizione massima |
| -------------------------------- | ----------------- |
| Canada                           | 9                 |
| Germania                         | 56                |
| Stati Uniti                      | 21                |
| Stati Uniti (adult contemporary) | 4                 |
| Stati Uniti (pop)                | 12                |